# Трьохгорни
Трьохгорни (на руски: Трёхгорный) е затворен град в Русия, разположен в градски окръг Трьохгорни, Челябинска област. Населението му към 1 януари 2018 е 32 715 души.
До 1993 г. се нарича Златоуст-36. Основното предприятие в града се занимава с производство на ядрено оръжие.